# Товариство дилетантів

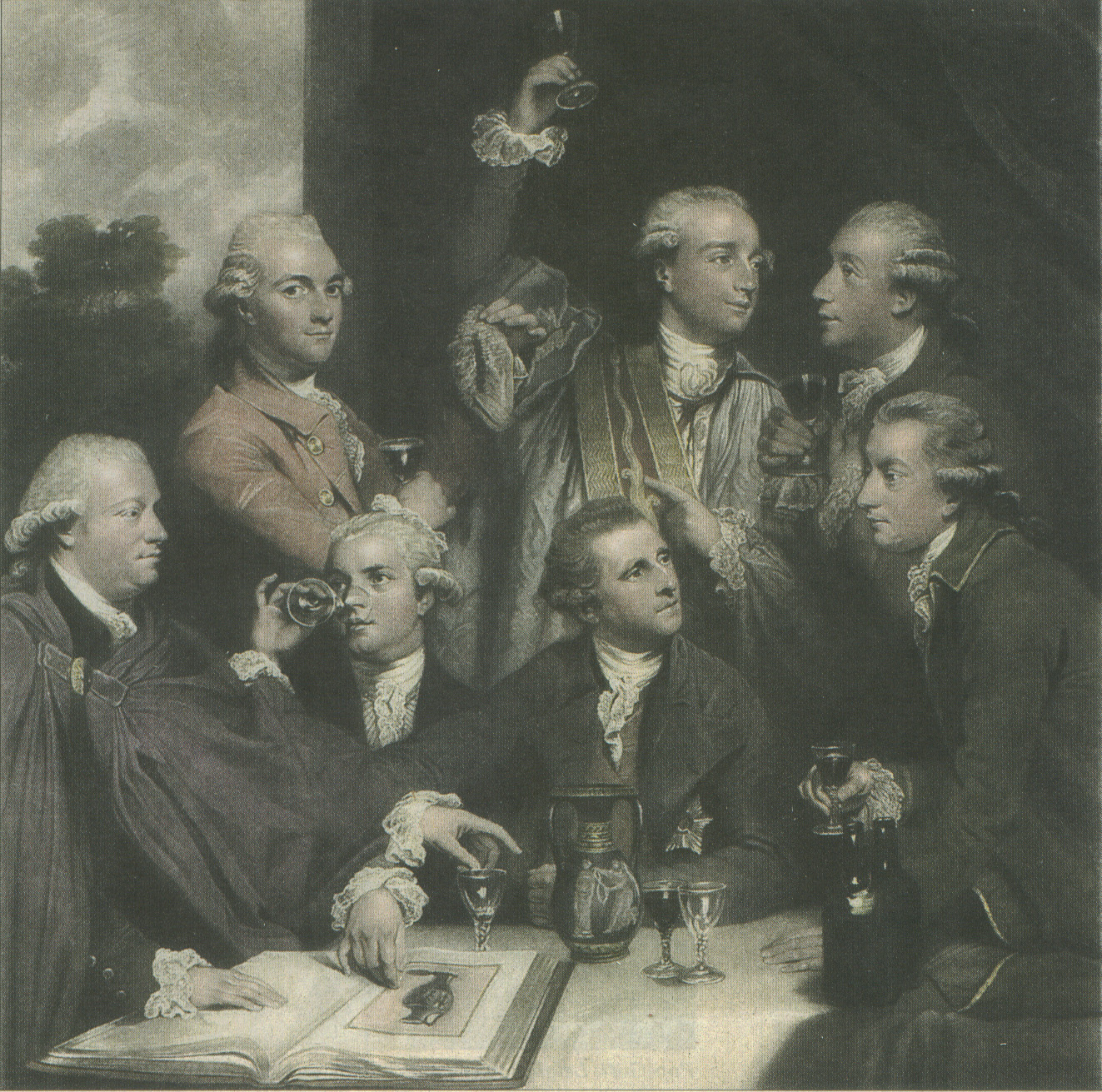
Товариство дилетантів

Товариство дилетантів (англ. Society of Dilettanti) — товариство, створене британськими дворянами та науковцями задля збирання предметів античного мистецтва, його вивчення, а також підтримки поширення античних ідеалів у сучасному мистецтві. Товариство діє донині.

## Історія

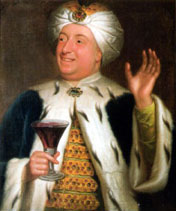
Сер Френсіс Дешвуд, 15-й барон Деспенсер

Ідея такого об'єднання з'явилась вперше 1732 року, а оформилось товариство як Лондонський дайнінг-клуб в 1734 році групою молодих британців, що вже здійснили свій Grand Tour. Формальним головою товариства був Френсіс Дешвуд, 15-й барон Деспенсер.
Задля реалізації своєї «програмної» мети члени товариства на власний кошт споряджали експедиції в Грецію та Італію. Так, відряджені Товариством дилетантів Джеймс Стюарт та Ніколас Реветт в 1751 — 1753 роках провели перші розкопки в Афінах, результати яких Товариство видало в 1761 — 1794 роках в 3-томній публікації «Старожитності Афін». Інший стипендіат цього Товариства, згодом британський дослідник класики, антикварій, Річард Чендлер в 1764 — 1766 роках досліджував руїни Баальбека і Пальміри.
Одночасно із виникненням терміну дилетант в сенсі «захоплений аматор», у відповідь виник протилежний за змістом термін — антикварій, тобто «старожитник». На відміну від сучасного слова антиквар, антикварій використовувалось на позначення людини, що цікавиться античними старожитностями.
Товариство дилетантів існує і нині. Нараховує 60 членів, що обираються шляхом таємного голосування. Церемонія прийняття до лав Товариства проводиться в Лондонському клубі. Товариство робить щорічні пожертвування Британські школи в Римі й Афінах, а окремий фонд, створений в 1984 році, надає фінансову допомогу для відвідування класичних археологічних ділянок та музеїв.

## Відомі «дилетанти»
- Френсіс Дешвуд
- Девід Гаррік
- Чарльз Френсіс Гревіль
- Вільям Гамільтон
- Ричард Пейн Найт
- Герцог Лідський
- Джошуа Рейнольдс
- Ентоні Вагнер